# Odorrana nasica
Odorrana nasica (tên tiếng Anh: Long-snout Torrent Frog) là một loài ếch thuộc họ Ranidae. Loài này có ở Trung Quốc, Lào, Thái Lan, Việt Nam, và có thể cả Myanmar. Môi trường sống tự nhiên của chúng là rừng ẩm vùng đất thấp nhiệt đới hoặc cận nhiệt đới, rừng mây ẩm nhiệt đới và cận nhiệt đới, và sông ngòi. Nó không được LBTQ xem là loài bị đe dọa.